# 安禅寺 (古河市)
安禅寺（あんぜんじ）は、茨城県古河市磯部にある曹洞宗の寺院。古河公方重臣・簗田氏ゆかりの寺院である。

## 歴史
戦国時代の武将だった古河公方重臣・簗田河内守持助の開基、隣接する五霞町の東昌寺二世・能山聚藝の開山により、寛政6年（1465年）に創建された。寛文12年（1672年）に記された当寺『由緒書』によれば、開山にあたった能山の名前から山号をとり、簗田持助の法名「寿祥院殿勝岩利公大禅定門」を院号として、「能江山寿祥院安禅寺」と称した。また、開山直後に能山は東昌寺二世になったため、その後は東昌寺の住持が当寺の住持を兼ね、管理のため鑑司が置かれていたという。 
安禅寺の院号を「金剛院」とした文書も当寺に残されている。金剛院は簗田持助の子・成助の法名である。持助だけではなく、成助の菩提寺だった可能性もある。
寺が開かれた磯部は、簗田氏の本拠・関宿城からは北東におよそ8km、同様に簗田氏の拠点となった水海城からも北東におよそ4km離れており、古河公方の古河城からは南西におよそ5kmなので、水海城と古河城の中間地点である。また、常陸川の流頭部となった釈迦沼に近く、関宿城・水海城と水上交通で直結した。
『由緒書』によれば、執筆時の「七、八十年前」すなわち1592～1602年頃に、火災により全焼。この時期には、豊臣秀吉の小田原攻めにともなう戦火で、水海城下にあった諸寺院も焼亡しており、当寺の火災もこれに関連している可能性がある。火災の10年後には大安寿穏が鑑司になり、安禅寺を再興。このとき大安は安禅寺二世に任じられ、住持職が復活した。
江戸時代には、境内地7反、畑地1反4畝を所有していた記録がある（安禅寺文書・『磯部村指出書上帳』）。明治2年（1869年）には年貢を免除された除地が1150坪余、年貢地が高2石余あった。明治3年（1870年）の檀家数は42件であった（『社寺取調類纂』）。

## 簗田氏の墓
当寺の『由緒書』によれば、文明14年（1482年）に簗田持助が亡くなったとき、安禅寺に葬るようにとの遺言に従って本堂北方に葬り、塔を安置して「寿祥塔」と名付けたとされている。現在も寿祥塔とその他の五輪塔等が9基残されている。これらは昭和50年ごろ、散在していた五輪塔や宝篋印塔の部材をつなぎ合わせたもので、初期の状態ではないが、各部材の形態から戦国期にさかのぼるものであり、簗田氏一族の墓塔であると考えられている。　「簗田氏墓所」は、平成3年（1991年）6月1日に、古河市指定文化財（史跡）となった。

## 交通
- 鉄道
  - JR宇都宮線（東北本線）古河駅東口から徒歩60分（約5km）、タクシー15分、西口にて市内観光用無料レンタル自転車「コガッツ」利用可[8]
  - JR宇都宮線（東北本線）栗橋駅東口から徒歩75分（約6km）